# Heinrichshofen

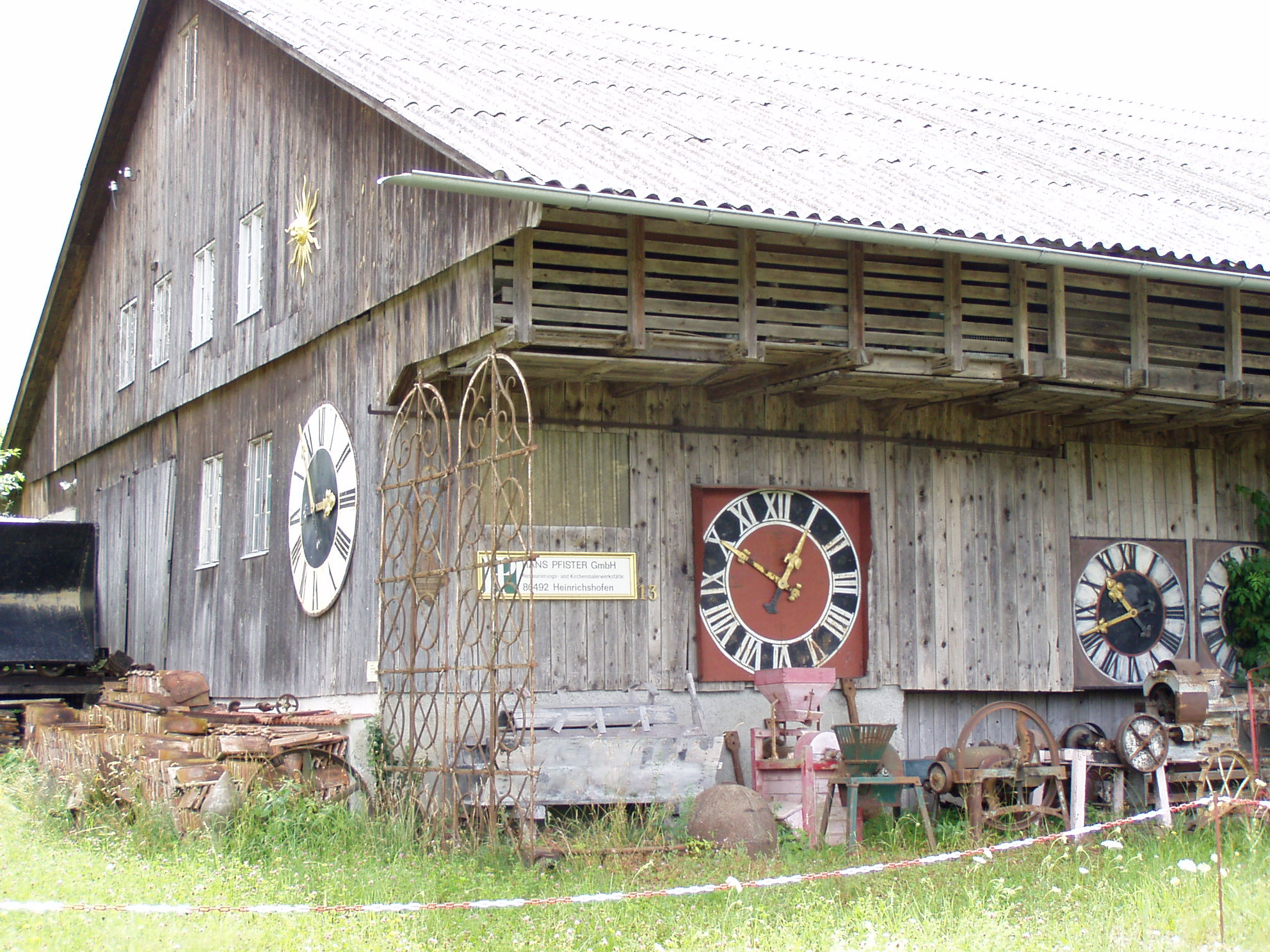
Turmuhrenmalerwerkstatt in Heinrichshofen

Heinrichshofen ist ein Gemeindeteil der Gemeinde Egling an der Paar und eine Gemarkung im oberbayerischen Landkreis Landsberg am Lech.

## Geografie
Das Kirchdorf Heinrichshofen liegt circa einen Kilometer nördlich von Egling. Durch den Ortskern fließt die Paar.

## Geschichte
Heinrichshofen wurde erstmals 1085 als Heinricheshouen genannt.
Im 12. Jahrhundert haben die Klöster Dießen und Rottenbuch sowie das Stift St. Moritz in Augsburg Besitz in Heinrichshofen.
Die Hofmark gehört im 14. und frühen 15. Jahrhundert den Herren von Schmiechen, 1427 fällt der Besitz an die Herren von Gumppenberg, später an die Fugger und zuletzt bis 1848 an die Herren von Thünefeld.
Bis zur Gebietsreform war Heinrichshofen eine eigenständige Gemeinde mit einer Fläche von etwa 641 Hektar und wurde am 1. Juli 1971 nach Egling eingemeindet.

## Sehenswürdigkeiten
In Heinrichshofen befindet sich die katholische Filialkirche St. Andreas, ein im Kern spätgotischer Bau, der 1730 und 1751 barockisiert wurde.
Siehe auch: Liste der Baudenkmäler in Heinrichshofen

## Bodendenkmäler
Siehe: Liste der Bodendenkmäler in Egling an der Paar